# کاروان‌سرای، نخجوان
کاروان‌سرای، نخجوان (به ترکی آذربایجانی: Karvansaray) یک منطقهٔ مسکونی در جمهوری آذربایجان است که در جمهوری خودمختار نخجوان واقع شده‌است.